# Kamienica przy al. Jana Chrystiana Szucha 3 w Warszawie
Kamienica przy al. Jana Chrystiana Szucha 3 – 5-piętrowa kamienica w Warszawie powstała w latach 1905–1910.
24 lipca 2012 budynek wpisano do gminnej ewidencji zabytków m.st. Warszawy.

## Architektura
Symetrię fasady akcentują: zlokalizowana w osi środkowej parteru brama oraz płytkie loggie i balkony zlokalizowane w skrajnych osiach. Budynek charakteryzuje się „urozmaiconym kostiumem secesyjnym”.